# Night Ark
Night Ark war eine Ethno-Jazz-Band, die von Ara Dinkjian 1986 als Quartett in New York City gegründet wurde und bis 2000 bestand.

## Geschichte
Die Formation entstand auf Anregung von Steve Backer (Musikproduzent beim Label RCA), nachdem dieser ein Demoband mit Kompositionen von Dinkjian gehört hatte. Neben Dinkjian und Arto Tunçboyacıyan gehörten zunächst Ed Schuller und Shamira Shahinian zur Band; letztere war bis dahin vor allem als Bauchtänzerin aufgetreten. Sie war auch am ersten Album der Band beteiligt.
Der Name der Gruppe erinnert an die Arche Noah, die der Bibel zufolge auf dem (armenischen) Berg Ararat landete; dass sie zu einer Nachtarche wurde, rührte daher, weil das Quartett hauptsächlich nachts musizierte. Die Gruppe, die hauptsächlich aus Musikern armenischen Ursprungs bestand, interpretierte neben einigen populären volksliedhaften Standards vor allem Kompositionen von Dinkjian, die armenische Melodien mit Jazz fusionieren. Seit den 1990er Jahren war das Quartett international aktiv und trat in Armenien und Israel ebenso auf wie auf dem Istanbul International Jazz Festival. Das Ensemble hatte eine entscheidende Rolle, um sowohl Jazzmusiker mit den Möglichkeiten armenischer Musik als auch Armenier mit dem Jazz bekannt zu machen. Die Gruppe, die armenische bzw. orientalische Musikinstrumente im Jazzzusammenhang vorstellte, fand 1990 ihre endgültige Zusammensetzung und spielte insgesamt fünf Alben ein. 
Das bekannteste Stück der Gruppe ist Homecoming, das Eleftheria Arvanitaki in einer griechischen Fassung (Dynata) auch zum Abschluss der Olympischen Sommerspiele 2004 interpretierte. Im Jahr 1988 coverte bereits Sezen Aksu den Song unter dem Titel Sarışın. Es folgten Künstler wie Gülşen, Demis Roussos, Antique oder Advanced Chemistry.
2010 trat Night Ark in veränderter Besetzung beim Jerusalem Oud Festival auf.

## Diskografie
- 1986: Picture, RCA/Novus
- 1988: Moments, RCA/Novus
- 1997: In Wonderland, Polygram
- 2000: Petals on Your Path, EmArcy

Kompilationen
- 2000: Treasures, Traditional Crossroads